# Fred Hoyle
Sir Fred Hoyle (24. června 1915 – 20. srpna 2001) byl významný britský astronom a spisovatel sci-fi. Jeho jméno je nejčastěji spojováno s přínosem k teorii tzv. hvězdné nukleosyntézy (termonukleární fúze) a několika diskutovanými příspěvky k dalším astronomickým a kosmologickým problémům, zejména s kategorickým odmítnutím teorie Velkého třesku. Paradoxně však právě jeho posměšné označení této teorie (v originále „Big Bang“) se ujalo jako její obecně používaný název.
Většinu svého profesního života Hoyle strávil v Astronomickém Institutu v Cambridgi, v pozdějších letech jako jeho ředitel.
Kromě vědecké práce se věnoval psaní sci-fi povídek a románů, z nichž na mnoha spolupracoval se svým synem, Geoffreym Hoylem. Zemřel v Bournemouthu na mozkovou mrtvici.